# Parçay-les-Pins

Parçay-les-Pins este o comună în departamentul Maine-et-Loire, Franța. În 2009 avea o populație de 913 de locuitori.